# خوان كوهن
خوان كوهن هو اقتصادي وسياسي دومينيكاني، ولد في 14 يونيو 1960 في سانتو دومينغو في جمهورية الدومينيكان.